# The Australian Ballet

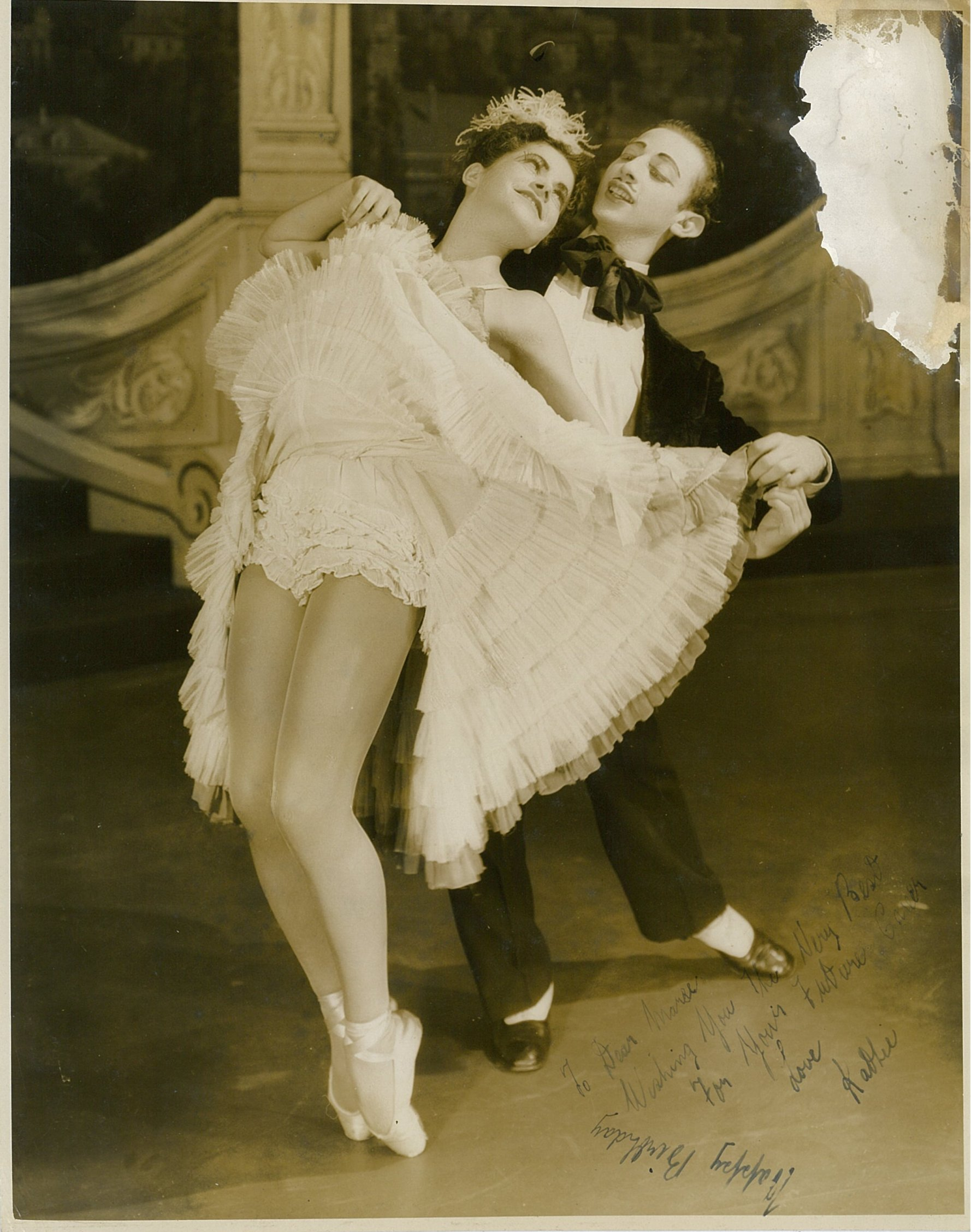
Duas pessoas dançando balé

The Australian Ballet é o maior companhia de balé clássico na Austrália. Foi fundada pela bailarina inglesa Peggy van Praagh em 1962 e é hoje reconhecida como uma das maiores companhias de balé internacional.